# Trebež (Jasenovac)
Trebež je naselje u Republici Hrvatskoj u Sisačko-moslavačkoj županiji, u sastavu općine Jasenovac.

## Zemljopis
Trebež se nalazi zapadno od Jasenovca, na lijevoj obali rijeke Save, susjedna naselja su Lonja na sjeveru, Ivanjski Bok na zapadu te Puska na jugu.

## Stanovništvo
Prema popisu stanovništva iz 2001. godine Trebež je imao 77 stanovnika.
| broj stanovnika |       |       |       |       |       |       |       |       | 53    | 109   | 129   | 86    | 39    | 84    | 77    | 53    | 39    |
|                 | 1857. | 1869. | 1880. | 1890. | 1900. | 1910. | 1921. | 1931. | 1948. | 1953. | 1961. | 1971. | 1981. | 1991. | 2001. | 2011. | 2021. |